# Зайцы (Пермский край)
Зайцы — деревня в Верещагинском районе Пермского края. Входит в состав Верещагинского городского поселения.

## Географическое положение
Деревня расположена примерно в 4 км к югу от административного центра поселения, города Верещагино.

## Население
| 2010 |
| ---- |
| 56   |

## Топографические карты
- Лист карты O-40-62 Верещагино. Масштаб: 1 : 100 000. Издание 1962 г.